# Demlingalm
Die Demlingalm (auch Demling-Alm) ist eine Alm in der Gemeinde Bad Gastein im österreichischen Bundesland Salzburg.

## Lage und Charakteristik

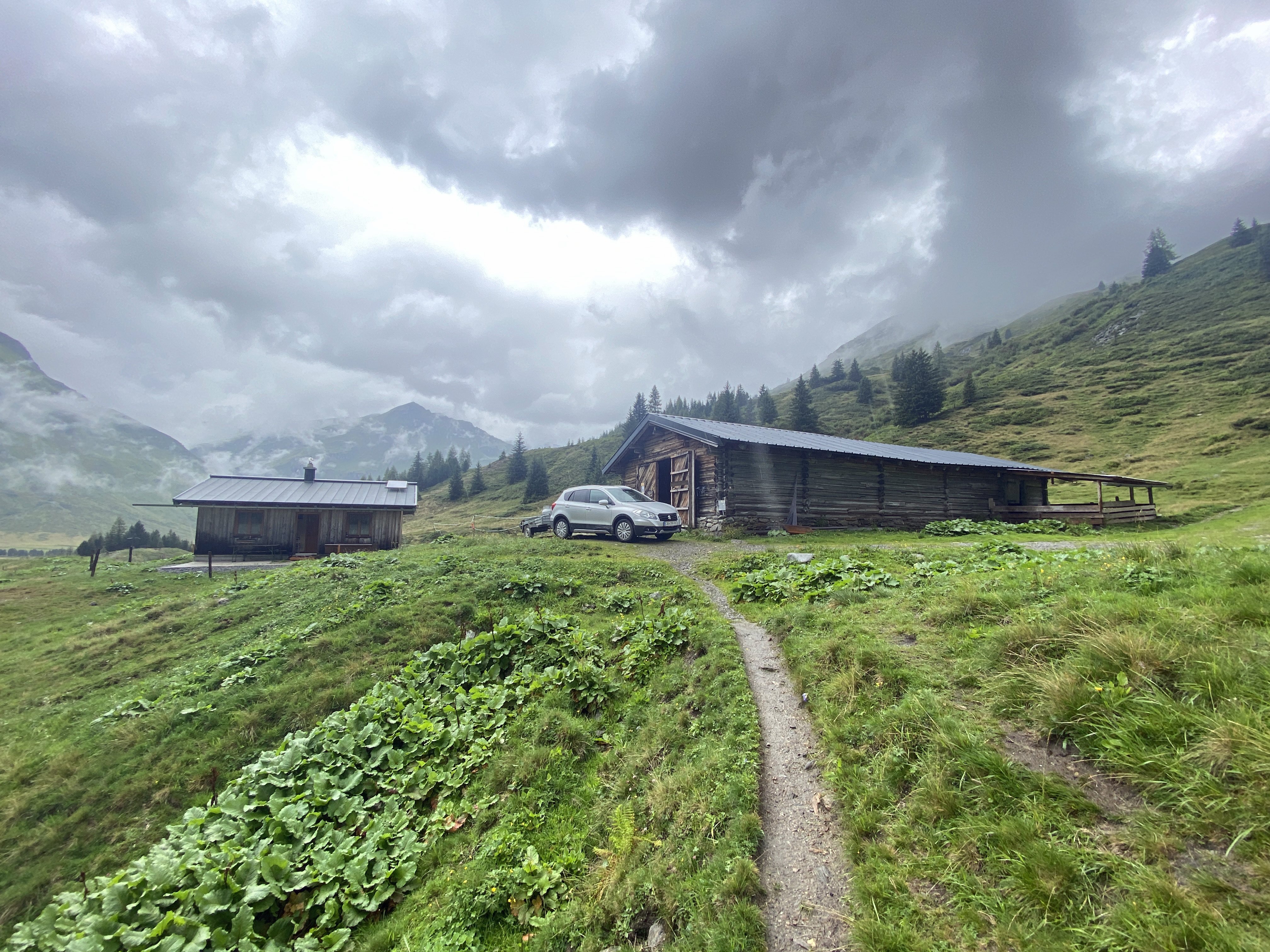
Hütten auf der Demlingalm

Die Demlingalm liegt im hinteren Naßfelder Tal an den südwestlichen Hängen des Kreuzkogels in der Ankogelgruppe. Sie gehört zur Katastralgemeinde Böckstein und zum Landschaftsschutzgebiet Gasteiner-Tal. Südlich der Alm fließt die Naßfelder Ache. Benachbarte Almen sind die Brandtneralm im Nordwesten und die Eggeralm im Süden.
Zwei Almhütten stehen auf einer Höhe von 1651 m ü. A. beziehungsweise 1652 m ü. A. Die Demlingalm befindet sich in einem Moränengebiet. Der Osten der Alm wird zum Teil von einem Niedermoor eingenommen. Nördlich und östlich des Areals erstrecken sich Heidelbeer-Heiden.

## Geschichte
Im von 1823 bis 1830 erstellten Franziszeischen Kataster sind südlich der heutigen Almhütten drei unbenannte Gebäude verzeichnet.